# Ез-Зубайр (острови)
15°03′00″ пн. ш. 42°10′00″ сх. д. / 15.05° пн. ш. 42.16666667° сх. д.
Ез-Зубайр (араб. ‏الزبير جزر) — група островів вулканічного походження в Червоному морі біля західного узбережжя Ємену. Максимальна висота — 191 м. Острови є вершинами активних підводних вулканів.

## Острови
Найбільшим островом групи є Джебель-Зубайр (довжина 5 км), одночасно це один з наймолодших островів. Інші острови: Сентер-Пік, Саба, Гейкок, Садл, Койн, Руггед-Айленд, Тейбл, Лоу-Айленд, скелі Іст-Рокс, Коннектед-Айленд, скеля Шу . Розлом, на якому знаходяться вулкани, проходить з північного північного заходу на південь-південь-схід між Сирійською та Африканською тектонічними плитами.
У грудні 2011 року відбулося виверження вулкана між островами Руггед і Гейкок. За розповідями рибалок, потоки лави викидалися з моря на висоту до 30 метрів. В результаті виверження в гряді з'явився новий острів. Після висерження 2013 року з'явився другий острів.